# 吳屘山蘭
吳屘山蘭（學名：Oreorchis wumanae）為蘭科山蘭屬（Oreorchis）下的一種。於2020年由臺灣植物學家林讚標發表。其種小名wumanae及中文俗名是取自正模標本採集者劉清煌的母親之名。

## 形態
陸生，根莖圓柱狀，非常短。假鱗莖卵形光滑無毛，長約1-1.5公分，直徑1-1.5公分，具有3個節及2個節間。花梗從假鱗莖中間長出，長度比葉子短，約18公分。與長葉山蘭（Oreorchis fargesii）相似，差異處為花瓣的形態，尤其是唇瓣的形態。唇瓣楔形至長方形，7.5×3毫米，近白色，沿著脈有紫色的斑點，基部黃色，基部有爪，3裂片。上表面有柔毛。

## 生態特性
開花期為3-4月。台灣特有種，目前僅發現於台灣花蓮地區，海拔約1,500至2,000公尺。